# Kościół ewangelicki w Witoszynie
Kościół ewangelicki w Witoszynie – budowla sakralna zbudowana w I poł. XIX w. w Witoszynie jako świątynia parafii ewangelickiej.

## Historia
Co najmniej do końca II wojny światowej obiekt pełnił funkcje sakralne. Obecnie jest pusty.

## Architektura
Wzniesiono ją w stylu neoklasycystycznym na planie prostokąta. Nad nawą znajduje się dach dwuspadowy. Posiada wieżę z sześcioboczną latarnią kolumnową, zwieńczoną kopułą z krzyżem. W wieży pamieszczono dwa dzwony z początku XX wieku. Wyposażono ją także w zegar. Nad wejściem głównym tympanon z tarczą z motywem kielicha. Wieża stanowi dobry punkt widokowy.